# Edmund von Gayer
Edmund von Gayer (7. listopadu 1860 Horní Moštěnice – 18. srpna 1952 Vídeň) byl rakousko-uherský, respektive předlitavský politik, v roce 1918 poslední ministr vnitra Předlitavska.

## Biografie
Od roku 1884 sloužil na vídeňském policejním ředitelství. V roce 1906 byl povolán císařem Františkem Josefem I. do jeho kanceláře. Vedl tajné služby a řešil i případ důstojníka Alfreda Redla obviněného ze špionáže.
Za vlády Ernsta Seidlera se dodatečně stal ministrem vnitra. Post si udržel i v následující vládě Maxe Hussarka a vládě Heinricha Lammasche. Funkci zastával od 11. června 1918 do 11. listopadu 1918. 11. listopadu 1918 Gayer, ministerský předseda Heinrich Lammasch a další přední politici získali od císaře Karla I. potvrzení o rezignaci na vedení státu, čímž se otevřela cesta ke konci monarchie a vyhlášení republiky.
Je pohřben na evangelickém hřbitově na centrálním vídeňském hřbitově Wiener Zentralfriedhof ve čtvrti Simmering.